# 广东省人民政府驻北京办事处
广东省人民政府驻北京办事处，简称广东驻京办，是广东省人民政府派驻北京的常设办事机构，归口广东省人民政府办公厅管理，是广东省加强同中央国务院各部委联系的重要渠道，是加强同北京市联系的重要渠道。广东驻京办内设3个处室，22个编制，机关办公地点为北京市海淀区西三环岭南路36号（北京广东大厦）。